# Geuzenkasteel

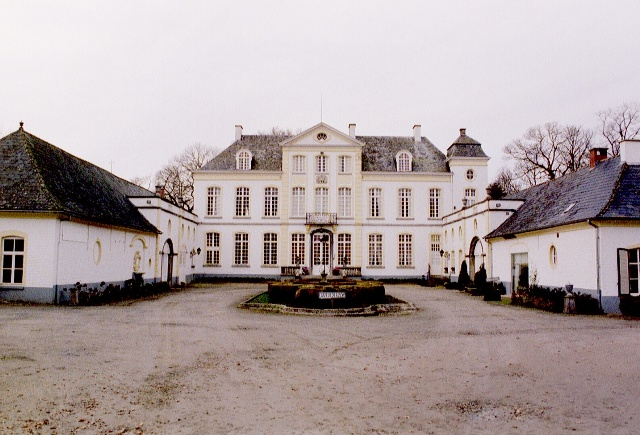
Geuzenkasteel

Het Geuzenkasteel is een kasteel in de tot de Oost-Vlaamse gemeente Wetteren behorende plaats Massemen, gelegen aan de Lambroekstraat 88A.

## Geschiedenis
In 1666 was er een lochting (moestuin) op deze plaats en in 1764 werd melding gemaakt van een hoeve, in het bezit van familie De Geyter. Dit bleef geruime tijd zo, zeker tot halverwege de 19e eeuw.
Eind 18e eeuw was er ook sprake van een herenhuis op deze plaats. Gedurende de tweede helft van de 19e eeuw kwam het goed door huwelijk in bezit van de families Vervier en van de Kerchove de Denterghem. In 1909 werd, in opdracht van Yvonne de Kerchove de Denterghem en haar man graaf Louis d’Hespel de Flencques het tegenwoordige kasteel opgetrokken naar ontwerp van Stephan Mortier.
Mogelijk werden in het hoofdgebouw enkele kelders en fundamenten van het vroegere herenhuis opgenomen. Het hoofdgebouw vormt, samen met de lage zijvleugels die loodrecht op dit gebouw staan, een symmetrisch, U-vormig complex. Na 1910 werd ook de voortuin uitgebreid waartoe de begrenzende straat moest worden omgelegd.
Later vestigde zich een wijnhandel op het domein.

## Gebouw
Het betreft een U-vormig complex dat gebouwd werd in neoclassicistische stijl. De iets hogere ingangspartij wordt bekroond door een driehoekig fronton. Men komt het kasteel binnen via een grote entreehal.